# Sommant
Sommant település Franciaországban, Saône-et-Loire megyében. Lakosainak száma 187 fő (2022. január 1.). Sommant Cussy-en-Morvan, Lucenay-l’Évêque, La Petite-Verrière, Reclesne, La Celle-en-Morvan és Tavernay községekkel határos.

## Népesség
A település népessége az elmúlt években az alábbi módon változott:
| Lakosok száma | 211  | 211  | 215  | 211  | 210  | 210  | 201  | 194  | 187  |
|               | 2013 | 2015 | 2016 | 2017 | 2018 | 2019 | 2020 | 2021 | 2022 |